# Edwin Goldmann
Edwin Ellen Goldmann (ur. 12 listopada 1862 w Burgherdorp, zm. 11 sierpnia 1913 we Fryburgu Bryzgowijskim) – niemiecki chirurg żydowskiego pochodzenia.
Studiował medycynę w Londynie, na Śląskim Uniwersytecie Fryderyka Wilhelma we Wrocławiu i Uniwersytecie Alberta i Ludwika we Fryburgu. W 1888 otrzymał tytuł doktora medycyny. Specjalizował się u Weigerta we Frankfurcie. W 1895 roku habilitował się. Prowadził doświadczenia nad fizjologią układu nerwowego i jako jeden z pierwszych dowiódł istnienia bariery krew-mózg.
W 1913 zmarł na chorobę nowotworową.
Od 1906 żonaty z trzecią córką Reginalda Bosworth Smitha, Lorną.

## Prace
- Ueber die morphologischen Veränderungen aseptisch aufbewahrter Gewebsstücke und deren Beziehung zur Coagulationsnecrose (1888)
- Ueber das Schicksal der nach dem Verfahren von Thiersch verpflanzten Hautstückchen (1894)
- Vitalfärbung am Zentralnervensystem. Abh. Preuss. Akd. Wiss. Phys. - Math. Kl. I 1, ss. 1–13 (1913)